# IBA Serralada Central d'Illa de São Nicolau
L'IBA Serralada Central d'Illa de São Nicolau es troba a l'illa de São Nicolau a l'arxipèlag de Cap Verd enfront de les costes del nord-oest d'Àfrica a l'oceà Atlàntic. Com a complement de l'Àrea Important per a les Aus terrestre (IBA) hi ha uan IBA marina associada que proporciona aliment de l'hàbitat per a les aus marines.

## Descripció
El lloc comprèn 1.750 hectàrees de terreny muntanyós a la part occidental de l'illa, situades entre les viles de Praia Branca i Fajã de Baixo. Inclou els cims de Monte Gordo (a 1.312 m, el punt més alt de l'illa) i Tope de Moca (1.057 m). Algunes de les parts més altes del lloc són boscoses, especialment al voltant de Monte Gordo, on les precipitacions són relativament altes i les condicions de boira freqüents fan que els arbres que estiguin densament coberts amb líquens. Les vessants més baixes s'utilitzen en gran manera pel conreu de blat de moro i fesols.
L'IBA marina limita amb la línia de la costa i cobreix 2.089 km² d'aigües marines, amb una profunditat màxima de 3.024 m. Té una velocitat mitjana anual del vent de 1,78 m/s, una temperatura superficial del mar anual entre 23.9 °C i 24.4 °C, i una mitjana de concentracions de Clorofil·la a entre 0.24 i 0.41 mg/m³.

## Flora i fauna
Els vessants de les muntanyes són el principal centre de distribució a les illes de Cap Verd dels endèmics de la Macaronèsia drago. Hi són comuns els llangardaixos endèmics Tarentola caboverdiana i Mabuya fogoensis. El lloc ha estat identificat com a IBA per BirdLife International perquè acull 30 parelles reproductores de petrell gon-gon, falcó pelegrí, falciot de Cap Verd i boscarla de Cap Verd. L'IBA marina proporciona aliment d'hàbitat durant la temporada de reproducció per a 90 petrells i 75–120 cuajonc bec-roigs.